# Olivier Roussey
Olivier Roussey est un footballeur français né le 18 novembre 1958 à Trèves en Allemagne.
Au poste de défenseur, il évolue durant toute sa carrière dans les équipes réserves des grands clubs du championnat de France (tels que l'Association sportive de Saint-Étienne, l'Olympique lyonnais et l'Olympique de Marseille), faisant de rares apparitions au sein des équipes premières.

## Biographie

### Joueur
Olivier Roussey est le frère de Laurent Roussey, footballeur international français au pose d'attaquant. Ils découvrent tous deux le football à l'AS Mazargues avant de rejoindre ensemble l'Association sportive de Saint-Étienne,.
À partir de la saison 1976-1977, malgré son jeune âge (16 ans), Laurent est alors souvent aligné parmi les professionnels, ce qui lui vaut une rapide notoriété,. Olivier Roussey est également utilisé à une reprise durant cette saison, Robert Herbin le titularisant en défense centrale au côté de Christian Lopez contre le Paris Saint-Germain Football Club le 8 avril 1978 dans le cadre de la 34e journée du championnat de France. Il est remplacé par Jacques Borel à la 73e minute et le match se termine sur le score d'un but partout.
Il quitte le club à la fin de la saison 1979-1980, n'ayant entre-temps fait aucune apparition avec l'équipe première, ne jouant alors qu'avec la réserve en championnat de France de Division 3. Il rejoint alors l'Olympique lyonnais où il subit le même sort, ne jouant qu'un match avec les professionnels et quittant le club dès la trêve hivernal.
Malgré ce très court passage à l'OL, Olivier Roussey est tout de même cité, indépendamment d'une liste exhaustive de tous les joueurs lyonnais, dans un livre sur l'histoire de l'Olympique lyonnais paru en 2013.
De 1980 à 1983, il joue régulièrement avec l'équipe fanion de La Berrichonne de Châteauroux qui évolue à l'époque dans le milieu de tableau du Championnat de France de deuxième division. Il a ainsi à son actif une cinquantaine matchs de D2.
En 1983, il suit son frère Laurent qui, affaibli par rapport à son début de carrière, signe au Toulouse Football Club pour se relancer, avec donc l'aide de son aîné. Évoluant de nouveau avec la réserve, Olivier Roussey joue deux matchs de coupe de France avec l'équipe première durant la saison 1983-1984. Les deux frères quittent le TFC ensemble en 1985, et Olivier rejoint alors l'Olympique de Marseille. Il n'y joue là aussi qu'un seul match de Coupe de France avec l'équipe première. L'OM va jusqu'à la finale de cette compétition.

### Kinésithérapeute
À l'issue de sa carrière de joueur, Olivier Roussey se reconvertit dans la kinésithérapie. Il est formé à l'École nationale de kinésithérapie et rééducation de Saint-Maurice et travaille ensuite, notamment, dans plusieurs clubs qu'a également côtoyé son frère Laurent (en même temps que lui ou non) : en Suisse (au FC Stade Nyonnais), le Red Star Football Club et l'Union sportive Créteil-Lusitanos où il officie actuellement,.

## Palmarès
- Vainqueur du groupe Centre-Ouest du championnat de France de Division 3 en 1984 avec la réserve du Toulouse Football Club